# Granite (Montana)

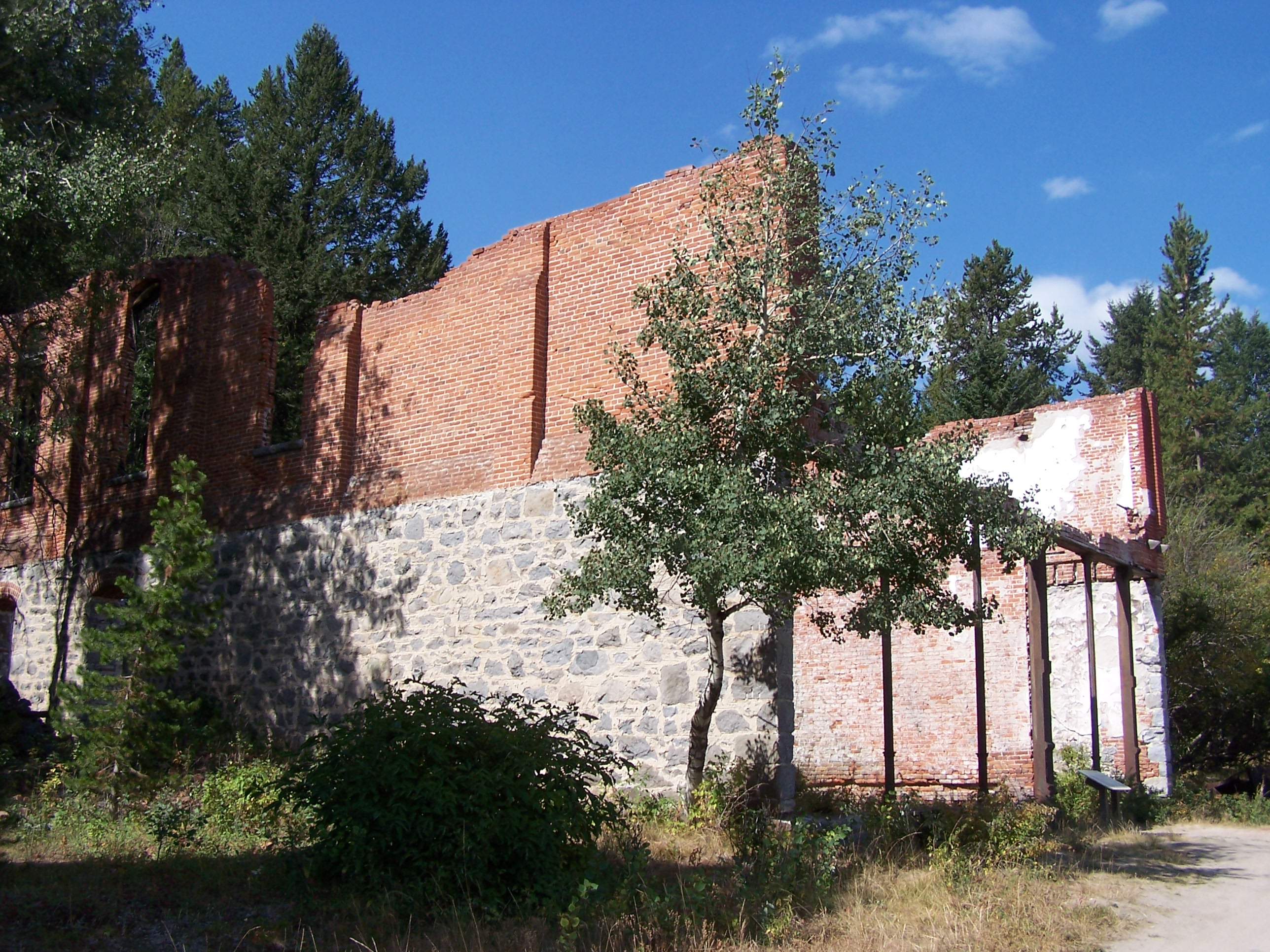
Vestígios do Miners Union Hall, Granite, Montana

Granite é uma cidade fantasma no Condado de Granite, estado de Montana, nos Estados Unidos a este da  vila de Philipsburg.  Granite prosperou graças ao fa(c)to uma ser uma cidade mineira de prata, mas hoje está completamente deserta.

## História
Em 1872, Eli Holland encontrou uma pequena quantidade de prata de alta qualidade na região de Granite.
Granite eventualmente cresceu e chegou a ter 3.000 habitantes. No seu auge, chegou a ter uma biblioteca, 18 saloons, bordéis, um hospital, escola e até igrejas de diversas confissões religiosas.
O Ato Sherman Silver Purchase foi revogado, reduzindo drasticamente o preço da prata e muitos dos habitantes partiram de Granite, ficando apenas 140 habitantes um ano depois. Granite é hoje uma cidade completamente desabitada.